# Karl Bröger

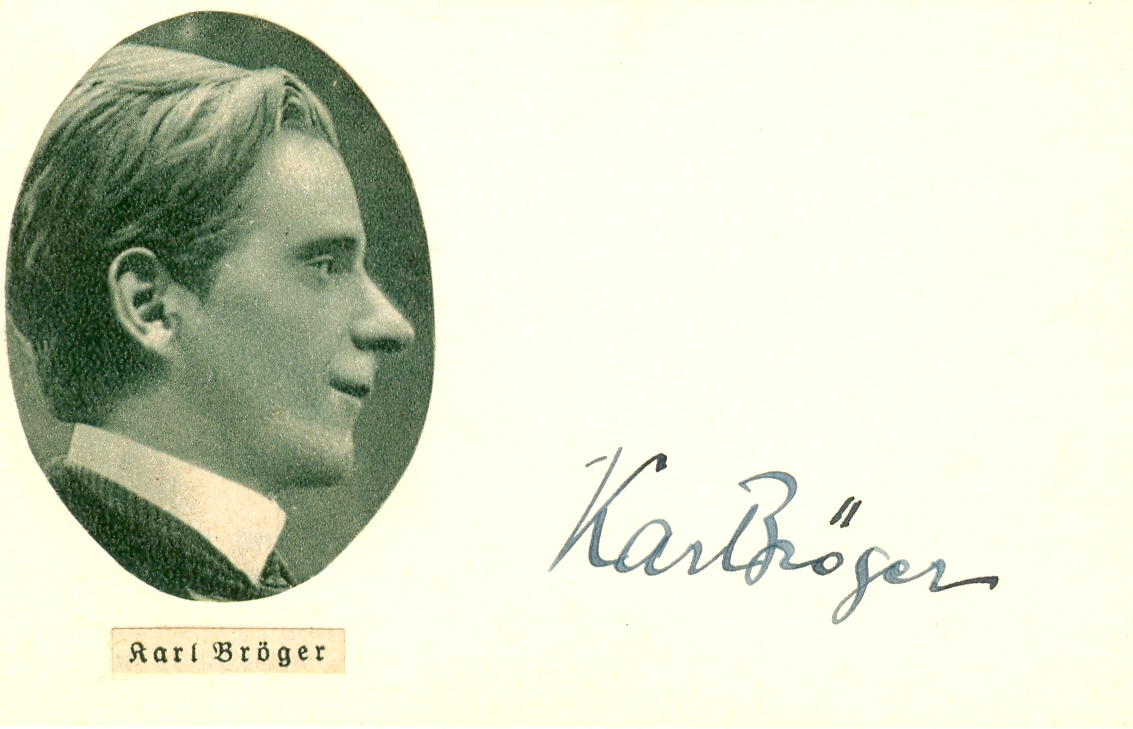
Karl Bröger

Karl Bröger (* 10. März 1886 in Nürnberg; † 4. Mai 1944 in Erlangen) war ein deutscher Arbeiter- und Heimatdichter. 

## Leben
Als Sohn eines Schuhmachers und Bohrmaschinisten und einer Textilarbeiterin wurde er in der Vorstadt Wöhrd in Nürnberg geboren. Er war sehr begabt, wurde gefördert, verließ aber vorzeitig die Realschule und absolvierte eine Kaufmannslehre. Seinen Lebensunterhalt verdiente er anfangs als Bauarbeiter. Wegen kleinerer Delikte kam er mit dem Gesetz in Konflikt. Offen schildert er seine Jugendjahre in dem autobiographischen Roman Der Held im Schatten. Ab Herbst 1906 leistete er seine zwei Jahre Militärdienst beim 21. bayerischen Infanterieregiment.
Erste literarische Arbeiten veröffentlichte er 1910 in den Süddeutschen Monatsheften. 1912 erschien Brögers erster Lyrikband Gedichte, gefördert von Franz Muncker. Nach frühen Publikationen wurde er in die Redaktion der sozialdemokratischen Fränkischen Tagespost berufen, für die er bis 1933 arbeitete. Ab 1924 schrieb er auch für die Zeitung Der Reichsbanner des Reichsbanners Schwarz-Rot-Gold, das er in Franken mitgegründet hatte. Bröger schrieb auch für andere sozialdemokratische Periodika und war zeitweise Redakteur der Jungsozialistischen Blätter. Er engagierte sich in der Jugendbewegung. Nebenher war er von 1921 bis 1929 Dozent für Literatur an der Volkshochschule Nürnberg und leitete Literaturkurse.
Er wurde im März 1933 in Nürnberg zum SPD-Stadtrat gewählt, daraufhin von Juni bis September 1933 im KZ Dachau inhaftiert. Danach musste er sich umorientieren und arbeitete als freier Schriftsteller. Einige seiner Gedichte wurden von den Nationalsozialisten, die versuchten, ihn auf ihre Seite zu ziehen, aufgegriffen und gedruckt. 
Sein Frühwerk war geprägt von der Suche nach neuen künstlerischen Ausdrucksmitteln, die sich der rasch sich verändernden zeitgenössischen Industrie- und Stadtwelt zu nähern versuchten (Die singende Stadt, 1914).
Zu Beginn des Ersten Weltkrieges zum Kriegsdienst eingezogen, wurde er bereits im Dezember 1914 aufgrund seiner zwei Monate zuvor in Nordfrankreich erlittenen Verwundung als dienstuntauglich entlassen. Das Erlebnis des Ersten Weltkriegs war für seine Kriegslyrik entscheidend. Dabei stand für ihn die Legitimation des militärischen Auftrags außer Frage; denn der sozialdemokratische Teil der Arbeiterschaft stand loyal zur SPD-Zustimmung und zum Kriegseintritt. So formulierte er in seinem Gedicht Bekenntnis programmatisch – diese Zeilen wurden mehrmals aufgegriffen –:
Herrlich zeigte es aber deine größte Gefahr, / daß dein ärmster Sohn auch dein getreuester war. / Denk es, o Deutschland.
Seine weiteren Kriegsgedichte haben zunehmend unpolitischen und später pazifistischen Charakter (besonders in Soldaten der Erde, 1918 und später Flamme, 1920); sie stellen die Realität des Kampfes, die Details moderner Kriegstechnik in den Vordergrund. Bis zum Ende des Krieges betonte er das Leiden und die Kameradschaft der einfachen Soldaten, so auch in seiner weitverbreiteten Erzählung Bunker 17 (1929). In seinem Spiel Kreuzabnahme (in Flamme, 1920) thematisierte er den Krieg als Produkt ökonomischer Interessen. 
In seinen (teils späteren) Gedichten zur industriellen Arbeitswelt thematisierte er zwar die inhumanen Züge der Arbeit im Kapitalismus, vermied jedoch direkte politische Aussagen; eher ästhetisierte er das harte Leben, da er in der Weimarer Republik die Möglichkeit demokratischer Wirtschaftspolitik sah (siehe Vom neuen Sinn der Arbeit, 1919). Bröger bemühte sich, von explizit parteilicher Literatur (die er gleichwohl ständig in der Fränkischen Tagespost veröffentlichte) Abstand zu halten und eher literarische Werke im traditionellen Sinne zu schaffen. Charakteristisch für seine Werke der 1920er Jahre sind sein Bekenntnis zu Deutschland, zu deutschem Land und deutschem Volk (vor allem Deutschland, 1923) und seine patriotische Einstellung. Er wandte sich explizit gegen den revolutionären Internationalismus des anderen Teiles der deutschen Arbeiterbewegung, aus dem nach 1914 die USPD und später die KPD entstanden waren und dessen Schriftsteller sich seit 1928 im Bund proletarisch-revolutionärer Schriftsteller (BPRS) organisierten. Viele seiner journalistischen Arbeiten sind erst relativ spät gesichtet und ausgewertet worden, vor allem aus der Fränkischen Tagespost (Nürnberg), dem Reichsbanner und den Jungsozialistischen Blättern. Deren Analyse hat zuerst Gerhard Müller in seiner Dissertation vorgenommen.
Etliche seiner Gedichte und Lieder wurden von der Hitlerjugend vereinnahmt, wie beispielsweise von Heinrich Spitta in seiner Kantate Land mein Land, die im Kallmeyer Verlag erschien und bei den Reichsmusiktagen der HJ in Stuttgart 1937 uraufgeführt wurde, und einige wurden auch – gegen seinen Willen – im Völkischen Beobachter gedruckt. Seit 1943 – in diesem Jahr wurde sein Siedlungshäuschen in Nürnberg durch einen Fliegerangriff zerstört, und die Familie musste evakuiert werden – litt er an einer schweren Krankheit. Nach seinem Tod im Mai 1944 wurde er von der NSDAP sogar zum Anhänger des Regimes erklärt und erhielt ein sogenanntes Parteibegräbnis, an dem auch der Vertreter des regionalen Propagandaamtes, der NSDAP-Oberbereichsleiter, Landeskulturverwalter des Gaues Franken und Nürnberger Stadtrat Hans Bäselsöder (1900–1983), der sich jedoch auch für Verfolgte wie etwa Karl Bröger eingesetzt haben soll, sprach; die Hinterbliebenen hatten keine Möglichkeit, das zu verhindern. Verbürgt ist aber (wie in der Dissertation Gerhard Müllers nachzulesen ist), dass Bröger sich bis zuletzt mit Gleichgesinnten getroffen hatte, in einem Gasthof in der Nähe von Nürnberg. Auch seine Briefe, die ausgewertet werden konnten, zeigen, dass er keinerlei Sympathien für die NSDAP hegte, sondern immer Anhänger der SPD blieb. Dies wurde auch schon bei einem Besuch Fritz Heines für die SoPaDe 1936 bestätigt.

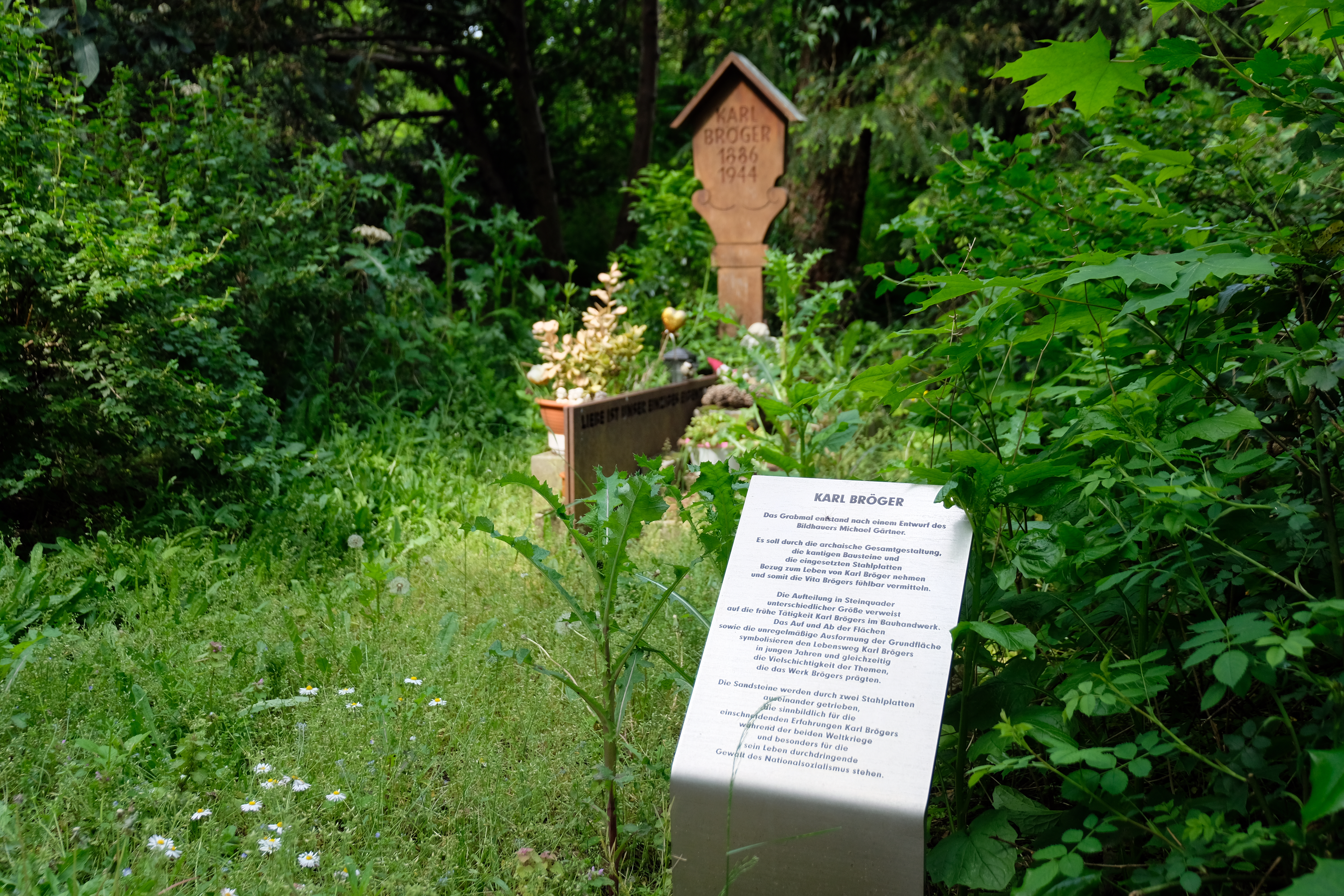
Ehrengrab von Karl Bröger am Westfriedhof in Nürnberg, Mai 2023

Einer seiner Söhne war Friedrich Bröger (1912–1973), Chefdramaturg der Nürnberger Städtischen Bühnen und Autor des Prologs, der seit 1948 jedes Jahr zur Eröffnung des Nürnberger Christkindlesmarktes vom Christkind gesprochen wird. Der Kinderbuchautor Achim Bröger ist Brögers Enkel.
Karl Bröger ist auf dem Westfriedhof in Nürnberg beerdigt. Sein Grabmal wurde durch den Künstler und Bildhauer Michael Gärtner gestaltet.

## Ehrungen
- Nürnberg 

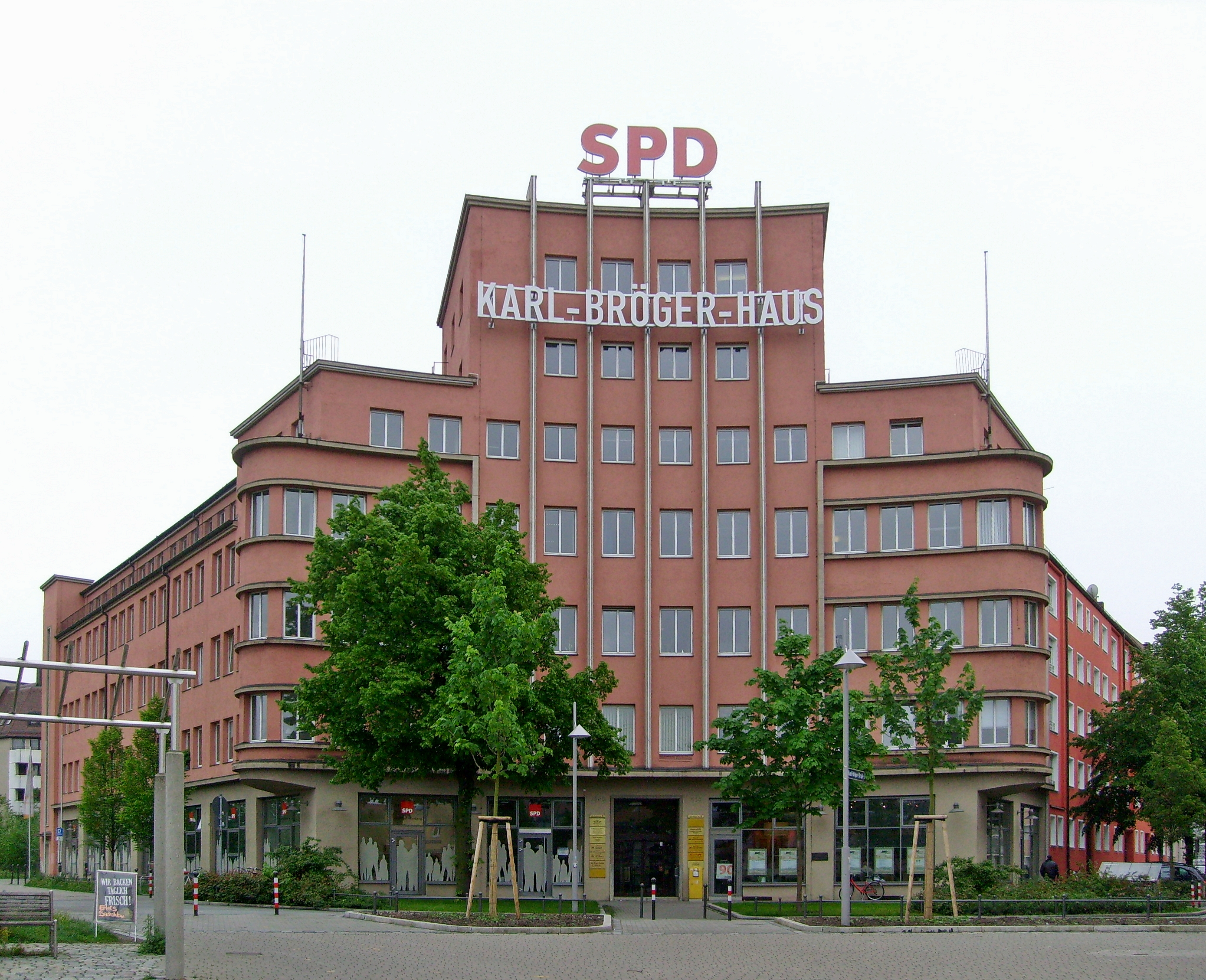
Karl-Bröger-Haus in Nürnberg

  - Karl-Bröger-Gesellschaft, Karl-Bröger-Str. 9[8]
  - Karl-Bröger-Haus[9] mit Karl-Bröger-Zentrum[10]
  - Karl-Bröger-Platz in Steinbühl
  - Karl-Bröger-Tunnel am Nürnberger Hauptbahnhof
- Die Karl-Bröger-Straßen wie in Roth, Bremen-Gröpelingen, Erlangen-Bruck, Fürth-Poppenreuth, Nürnberg-Galgenhof, Oberasbach, Kronach, Forchheim, Uttenreuth und Rothenburg o. d. Tauber wurden nach ihm benannt.
- Die Karl-Bröger-Gesellschaft verleiht seit 2016 jährlich die Karl-Bröger-Medaille.[11]

## Werke
- Gedichte (München 1912)
- Die singende Stadt (Nürnberg 1914)
- Aus meiner Kriegszeit – Gedichte (Nürnberg 1915)
- Kamerad, als wir marschiert – Kriegsgedichte (Jena 1916)
- Der unbekannte Soldat – Kriegstaten und Schicksale eines kleinen Mannes (Leipzig 1917)
- Soldaten der Erde – Neue Kriegsgedichte (Jena 1918)
- Der Held im Schatten (Jena 1919)
- Vom neuen Sinn der Arbeit (Jena 1919)
- Phallos – Gesänge um den Mann (Jena 1920)
- Flamme – Gedichte und dramatische Szenen (Jena 1920)
- Die vierzehn Nothelfer – Ein Buch Legenden (Berlin 1920)
- Der Vierkindermann – Ein Sang von Sommer, Sonne und Söhnen (Berlin 1922)
- Tod an der Wolga – Gedichte (Konstanz 1923)
- Phantasie und Erziehung – Ein Versuch zur Besinnung auf Grundlagen der Pädagogik (= Entschiedene Schulreform Heft 9, Leipzig 1923)
- Deutschland – Ein lyrischer Gesang in drei Kreisen (Rudolstadt 1923)
- Der blühende Hammer – Gedichte (Berlin 1924)
- Der Morgen – Ein Werk für den proletarischen Sprechchor (Berlin 1925)
- Unsre Straßen klingen – Neue Gedichte (Rudolstadt 1925)
- Jakob auf der Himmelsleiter – Erzählung (Berlin 1925)
- Das Buch vom Eppele – Eine Schelmen- und Räuberchronik aus Franken (Berlin 1926)
- Deutsche Republik – Betrachtungen und Bekenntnisse zum Werke von Weimar (Berlin 1926) (Schriften zur Zeit)
- Rote Erde – Ein Spiel für den Sprech- und Bewegungschor (Berlin 1928)
- Bunker 17 – Geschichte einer Kameradschaft (Jena 1929)
- Versailles! – Eine Schrift für die Schuljugend (Berlin 1929)
- Guldenschuh – Roman (Berlin 1934)
- Im Bunker (Köln 1935)
- Nürnberg – Der Roman einer Stadt (Berlin 1935)
- Reta und Marie (Leipzig/Wien 1935)
- Volk, ich leb aus dir – Gedichte (Jena 1936)
- Die Benzinschule – Ein kleiner Jungensroman (Leipzig 1936)
- Die Ferienmühle (Köln 1936)
- Vier und ihr Vater – Würde und Bürde einer Vaterschaft (Leipzig 1937)
- Licht auf Lindenfeld – Geschichte eines Suchers (Leipzig 1937)
- Geschichten vom Reservisten Anzinger (Jena 1939)
- Fränkische Sagen – Ausgewählt und neu erzählt von Karl Bröger (Berlin/Leipzig 1940)
- Schicksal aus dem Hut – Geschichten aus dem Volk für das Volk (Bayreuth 1941)
- Der Ritter Eppelein – Eine Ritter- und Räuberchronik aus Franken (Bayreuth 1942)
- Sturz und Erhebung – Gesamtausgabe der Gedichte (Jena 1943)
- Bekenntnis. Eine Auswahl der Gedichte (Hrsg. von Ludwig Baer und Friedrich Bröger, Nürnberg 1954)

## Anthologien
- Karl Bröger (Hrsg.): Jüngste Arbeiterdichtung. Arbeiterjugend, Berlin 1925, 2. erw. Aufl. 1929.
- Wilhelm Haas (Hrsg.): Antlitz der Zeit – Sinfonie moderner Industriedichtung. Selbstbildnis und Eigenauswahl der Autoren, Wegweiser, Berlin 1926.
- Wolfgang Rothe (Hrsg.): Deutsche Großstadtlyrik vom Naturalismus bis zur Gegenwart. Reclam, Stuttgart 1973, ISBN 3-15-009448-8.
- Günter Heintz (Hrsg.): Deutsche Arbeiterdichtung 1910–1933. Reclam, Stuttgart 1974, ISBN 3-15-009700-2.
- Günter Heintz (Hrsg.): Texte der proletarisch-revolutionären Literatur Deutschlands 1919–1933. Reclam, Stuttgart 1974, ISBN 3-15-009707-X.

## Sonstiges
Karl Brögers Teilnachlass befindet sich im Fritz-Hüser-Institut für Literatur und Kultur der Arbeitswelt in Dortmund.